# Johann Sigmund Deybel von Hammerau
Johann Sigmund Deybel von Hammerau (poln. Jan Zygmunt Deybel von Hammerau, * um 1685-1690 in Sachsen; † 1752) war ein sächsischer Architekt des Rokoko, der vor allem in Polen – seit 1719 – wirkte. Deybel war Major der polnischen Artillerie. Sein Sohn Christian Gottfried Deybel de Hammerau (1725–1798) wurde General der polnischen Armee.
Seit 1721 war Deybel im Warschauer Amt für königliche Bauwerke tätig, seit 1725 als Hofarchitekt des Königs August des Starken. Als Offizier der reitenden Artillerie wurde er 1736 zum Kapitän, 1746 zum Major befördert.
Seine Bauwerke zeigen einen deutlichen Einfluss der französischen Architektur, vermutlich in Anlehnung an die Kupferstiche von Pierre-Jean Mariette aus dem Band L’architecture française (3. Bd., 1727–1737).
Zu seinen Schülern gehörten der Architekt Ephraim Schröger und der Maler Zygmunt Vogel.

## Bauwerke (Auswahl)
- Sächsisches Palais in Warschau (1721–1729)
- Umbau des Palastes in Wilanów (1729–1734), u. a. Errichtung des Speisesaals im Südflügel
- Umbau des Czartoryski-Palastes in Puławy (1730–1736)
- Entwurf und Umbau des Branicki-Palastes in Białystok (1728–1752)
- Umbau des Sapieha-Palastes in Warschau (1726–1734)
- Entwurf des Piaristen-Palastes in Warschau, (1733, nicht errichtet)
- Entwurf des Umbaus des Kazimir-Palastes in Warschau zur Kaserne der Leibgarde (nicht errichtet)
- Bau des Kerngebäudes des späteren Mostowski-Palastes (1735)
- Umbau des Blauen Palastes in Warschau (gemeinsam mit Joachim Daniel von Jauch und Carl Friedrich Pöppelmann)
- Kaserne der Reitergarde in Warschau
- Kaserne der Krongarde in Warschau (1742)
- Uruski-Palast in Warschau
- Branicki-Palast in Warschau

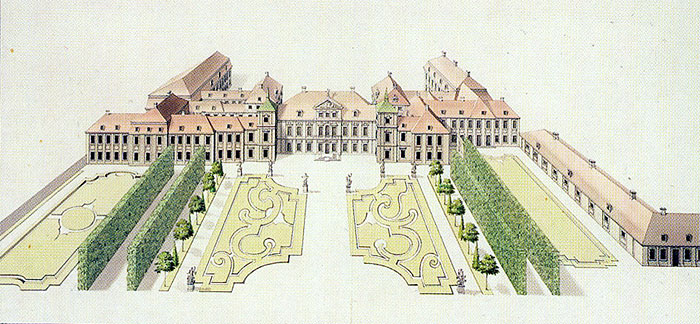
Sächsisches Palais in Warschau
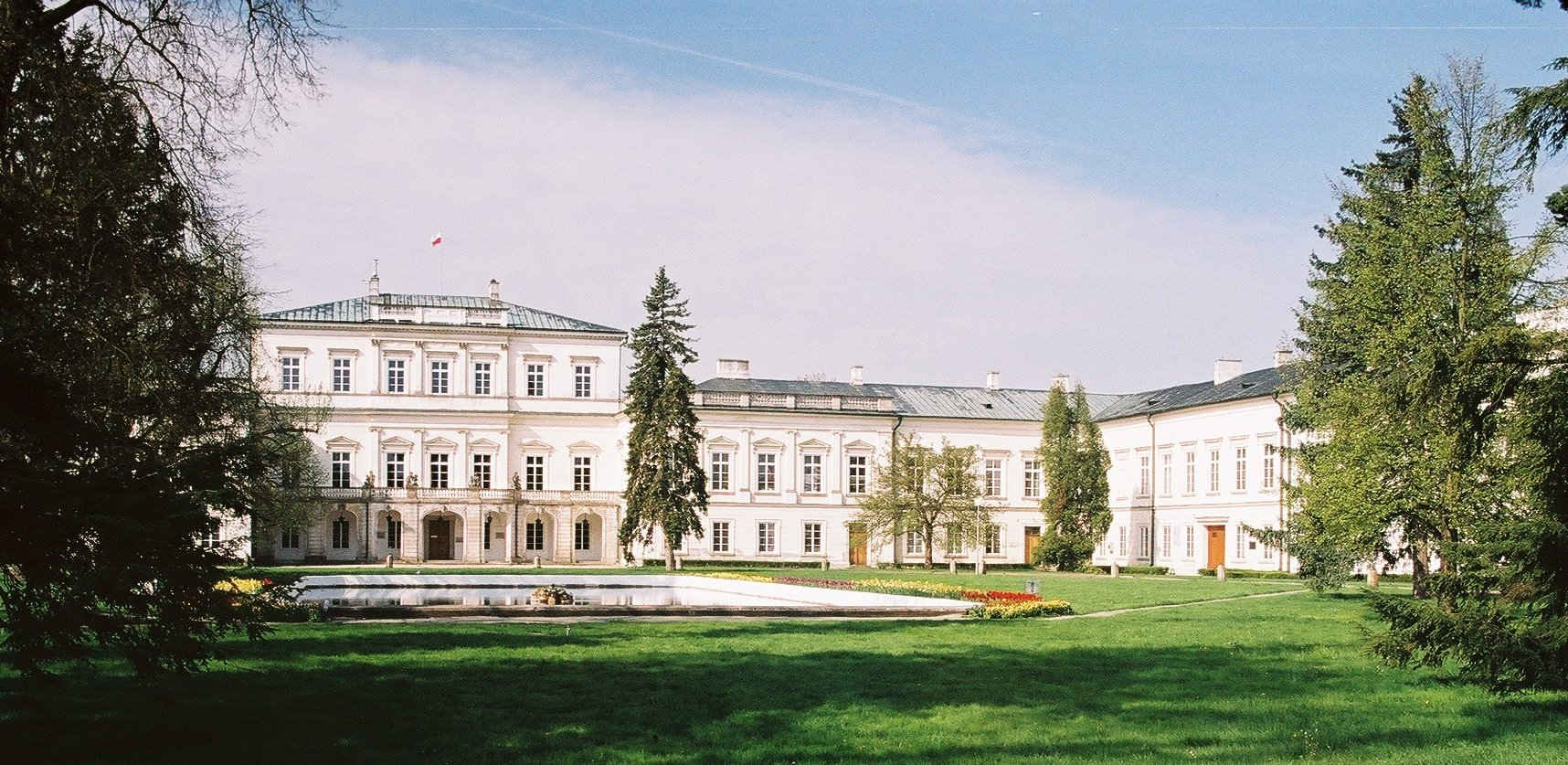
Czartoryski-Palast in Puławy
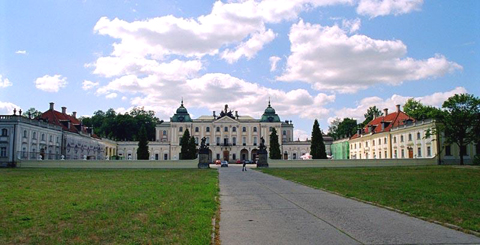
Branicki-Palast in Białystok

## Bibliografie
- Stanisław Łoza: Architekci i Budowniczowie w Polsce (Architekten und Baumeister in Polen). Warschau 1954.